# Costel Șoptică
Costel Șoptică (n. 18 februarie 1967, Suharău, Botoșani, România) este un parlamentar român, deputat în legislatura 2012–2016 și senator ales în 2016.